# Luc Ayang
Luc Ayang (* 1947 in Doukoula) ist ein ehemaliger kamerunischer Politiker. Er war in einigen Bereichen der Regierung tätig.

## Lebenslauf
Er besuchte die Grund- und Sekundärschule in Doukula und Ngaoundéré und schloss die Schulausbildung mit dem Abitur ab. Im selben Jahr begann er ein Studium an der Universität von Yaoundé Rechts- und Wirtschaftswesen, welches er 1972 erfolgreich abschloss. 1974 arbeitete er als Verwaltungsbeamter. Später war Ayang in der Abteilung der administrativen und rechtlichen Angelegenheiten des Generalsekretariats tätig, bis er 1978 Minister für Tierzucht, Industrie und Fischerei wurde. In dieser Position war Luc Ayang vier Amtszeiten tätig. 1983 wurde Ayang schließlich Premierminister des Landes, was den Höhepunkt seiner politischen Laufbahn bildete. Im Amt des Regierungschefs war er ein Jahr, vom 22. August 1983 bis 25. August 1984, als er von Sadou Hayatou abgelöst wurde.
Luc Ayang ist verheiratet und hat drei Kinder.